# Куджо (роман)
«Куджо» (англ. Cujo) — роман американського письменника Стівена Кінга 1981 року; нагороджений Британською премією фентезі в 1982  році; на основі роману створено однойменний фільм.

## Сюжет
1977 року сім'я Трентонів (Вік, Донна та їхній 4-річний син Тед) переїжджає з Нью-Йорка в Касл-Рок (штат Мен).
Влітку 1980 року (у цей період починається дія роману) Вік дізнається, що в Донни нещодавно був роман із тенісистом Стівеном Кемпом. Під час цієї сімейної розбірки рекламна агенція, в якій працює Вік, зазнає збитків через скандал навколо швидкорозчинної каші, що спричинила серію харчових отруєнь (до неї було додано "неякісний" барвник). Вік і його діловий партнер Роджер Брікстоун вирушають у ділову поїздку до Бостона і Нью-Йорка.
Сім'я Кемберів є давніми жителями Касл-Рока. Глава сім'ї - Джо Кембер - автомеханік, який домінує і знущається зі своєї дружини Черіті та їхнього 10-річного сина Бретта. Незабаром Черіті виграє в лотерею $5000 і використовує їх, щоб обманом змусити Джо дозволити їй узяти Бретта в поїздку до Коннектикуту до своєї сестри Голлі. Джо погоджується і потай планує використати цей час, щоб здійснити розважальну поїздку до Бостона зі своїм другом Гері Перв'є, ветераном Другої світової війни, який у підсумку став алкоголіком.
Поки Кембери готуються до поїздок, їхній собака, великий добродушний сенбернар Куджо, ганяється за диким кроликом у полях навколо їхнього будинку і наполовину пролізає у вхід у невелику вапнякову печеру, житло кажанів. Один із кажанів кусає Куджо в ніс і заражає його сказом. Черіті і Бретт залишають Касл-Рок, і в цей же самий час Куджо вбиває Гері, а потім і свого господаря Джо Кембера.
Донна, залишившись вдома наодинці з Тедом, відвозить їхній несправний автомобіль на ремонт до Джо. Автомобіль ламається на подвір'ї будинку Кемберів, і коли Донна намагається знайти Джо, з сараю з'являється Куджо і нападає на неї, але вона встигає забратися в автомобіль. Донна і Тед опинилися в пастці у своєму автомобілі прямо на сонці; у салоні стає все спекотніше і спекотніше. Під час однієї зі спроб Донни дістатися до будинку Кемберів Куджо кусає її в живіт і за ногу, але їй вдається вижити й залізти назад в автомобіль; зрештою, вона відмовляється від цієї ідеї, бо боїться, що двері будинку Кемберів будуть замкненими, а Куджо згодом вб'є її, залишивши Теда наодинці. Від страху Тед впадає в ступор і в нього починаються напади.
Вік повертається в Касл-Рок після кількох невдалих спроб зв'язатися з Донною і дізнається від поліції, що Стівен Кемп (з яким Донна мала роман) підозрюється в розгромі його будинку і, можливо, викраденні Донни й Теда (згодом Кемпа заарештували під час спроби втекти з міста). Щоб перевірити всі версії, поліція штату Мен посилає шерифа Касл-Рока Джорджа Баннермана в будинок Кемберів, але Куджо нападає і вбиває його. Донна, ставши свідком загибелі шерифа і зрозумівши, що Тед може померти, б'ється з Куджо і вбиває його, встромивши йому в око уламок бейсбольної біти. Незабаром після цього на місце події разом із поліцією і швидкою допомогою прибуває Вік (про місцеперебування дружини і сина він здогадався, побачивши машину Джо біля будинку Гері та виявивши в будинку їхні тіла), але його син Тед уже помер від зневоднення і теплового удару. Донну терміново доправляють у лікарню, а голову Куджо видаляють для біопсії (перевірки на сказ перед кремацією його останків). Черіті, ще перебуваючи в Коннектикуті, дізнається про смерть Куджо і загибель Джо.
Роман закінчується кількома місяцями потому, коли сім'ї Трентонів і Кемберів намагаються жити далі. Донна завершила лікування в лікарні, і її шлюб із Віком зберігся. Черіті влаштувалася на роботу, а благодійна організація дарує Бретту нове цуценя породи гончак; він дає йому кличку Віллі. У постскриптумі йдеться про те, що печеру, до якої Куджо загнав кролика, так і не було знайдено, а кажани невдовзі покинули її. Це також нагадує читачам, що Куджо був хорошим собакою, який завжди намагався зробити своїх господарів щасливими, але сказ підштовхнув його до насильства.

## Переклад українською
Вперше переклад українською з'явився у 2016 році у видавництві КСД у перекладі Софії Берлінець.